# Лаврентий (Баранович)
Епископ Лаврентий (в миру Лукиан Павлович Баранович; ок. 1738, Путивльский уезд, Белгородская губерния — 13 (24) марта 1796) — епископ Русской православной церкви, епископ Вятский и Великопермский (1774—1796).

## Биография
Родился в семье священника села Покровского Путивльского уезда Белгородской епархии.
По окончании курса обучения в Киевской духовной академии пострижен в монашество и 1 сентября 1758 года назначен учителем в Новгородскую духовную семинарию.
С 1760 года — префект Новгородской духовной семинарии.
С 10 сентября 1761 года — ректор Новгородской духовной семинарии и архимандрит Новгородского Антониева монастыря.
16 июля 1767 года перемещён настоятелем Новгородского Варлаамо-Хутынского Спасо-Преображенского монастыря.
6 августа 1774 года хиротонисан во епископа Вятского и Великопермского.
Преосвященный Лаврентий много внимания и заботы уделял образованию. Он учредил ставленническую школу, привел в лучший вид Вятскую семинарию, которую переместил из Трифонова монастыря во вновь построенный отдельный учебный городок, ввел в семинарское образование новые предметы (философию и богословие), обеспечил библиотеку семинарии книгами.
Много позаботился преосвященный о благолепии кафедрального собора в Вятке.
В 1780 году назначен присутствующим при открытии Вятского наместничества.
В 1781 году командирован в Пермь для открытия Пермского наместничества, а в 1782 году — Уфимского наместничества.
За эти труды был награждён большой золотой медалью.
После епископа Лаврентия осталась немалая по тому времени библиотека — 617 книг.
Скончался 13 марта 1796 года. Погребён в кафедральном соборе в Вятке.